# Кока-Кола (компания)
Кока-Кола Къмпани (на английски: The Coca-Cola Company) е най-големият производител, дистрибутор и търговец на безалкохолни напитки, концентрати за производство на безалкохолни напитки и сиропи в света. Една от най-големите компании в Съединените американски щати.
Управлението на компанията се намира в град Атланта, щата Джорджия.
Собственик и производител на най-популярната напитка „Кока-Кола“.

## Собственици и ръководство
Компанията е една от най-големите в САЩ и света, нейни акции се търгуват на Нюйоркската фондова борса и влиза в индексите Дау Джонс и S&P 500.
Главен изпълнителен директор и председател на Съвета на директорите е Мухтар Кент.